# Fenicocroïta
La fenicocroïta és un mineral de plom, oxigen i crom, químicament és una sal doble, un oxicromat de plom, de fórmula Pb₂O(CrO₄), de colors que val del roig totxo al taronja grogós, una duresa de 2,5-3,5, i una densitat de 7,01-7,075 g/cm³, cristal·litza en el sistema monoclínic. El seu nom fa referència al seu color grana, vermell fosc de Fenícia, i de crom, forma sufixada del mot grec "khrôma", color. Fou descoberta el 1839 a Beryozovskoye, Urals, Rússia.
Segons la classificació de Nickel-Strunz, la fenicocroïta pertany a «07.FB - Cromats amb O, V, S, Cl addicionals» juntament amb els següents minerals: santanaïta, wattersita, deanesmithita i edoylerita.